# Монталенге
Монталенге (итал. Montalenghe) је насеље у Италији у округу Торино, региону Пијемонт.
Према процени из 2011. у насељу је живело 983 становника. Насеље се налази на надморској висини од 337 м.

## Становништво
Према резултатима пописа становништва 2011. у општини је живело 1.030 становника.
| 1936. | 1951. | 1961. | 1971. | 1981. | 1991. | 2001. | 2011. |
| ----- | ----- | ----- | ----- | ----- | ----- | ----- | ----- |
| 945   | 801   | 753   | 800   | 809   | 827   | 890   | 1.030 |